# コロラド交響楽団
コロラド交響楽団 (Colorado Symphony Orchestra) は、アメリカ合衆国コロラド州デンバーを本拠地とするオーケストラ。

## 概要
デンバー交響楽団 (Denver Symphony) の後継団体として1989年に発足し、現在、コロラド州で唯一のプロ・オーケストラである。殆どの公演をデンバー・パフォーミング・アーツ・コンプレックス (Denver Performing Arts Complex) 内のベッチャー・コンサート・ホール (Boettcher Concert Hall) で行っている。
マリン・オールソップが12年に渡り音楽監督を務め、現在は桂冠指揮者となっている。オールソップの任期中にコロラド交響楽団はアメリカ国内で評価を高めた。2004年4月には、ロサンジェルス室内管弦楽団やサンタローザ交響楽団で音楽監督を務めるジェフリー・カハネをデンバー交響楽団から数えて9番目の音楽監督に任命。カハネは2005年2010年まで音楽監督を務めた。2010年からアンドルー・リットン、2017年からブレット・ミッチェルが音楽監督を務め、2022年からピーター・ウンジャンが首席指揮者を務める。
2014年1月の大麻合法化を受けて、「cannabis-friendly（大麻にやさしい）」一連の基金集めコンサートを行うと発表した。 
「Classically Cannabis The High Note Series」と題した公演で、聴衆の動員増を目論んでいる。 
同楽団のジェローム・カーンCEOは、「大麻産業は、オーケストラに青年層など、これまでとは異なった聴衆を呼び寄せるきっかけになる」という。 
後援の見返りに、大麻関連メーカーはオーケストラの正式スポンサーとなる。 
同楽団のウェブサイトによると、公演では、指定の場所で大麻の吸引が可能だが、販売はせず、BYOC（bring your own cannabis＝自分の大麻は持参のこと）だという。 
土など大麻栽培に関連した製品を販売しているニューハンプシャーのメーカー「Ideal 420 Soil」のリチャード・ヨスト氏は、「後援することで、弊社と米国で最高のオーケストラの1つを結び付け、大麻ユーザーはクールで洗練されているというイメージを示すことができる」と語った。 
公演を主催するイベント会社「Edible Events」のジェーン・ウエスト氏は「人々がワインを楽しむように、大麻を楽しめるような大規模なイベントにしたい」と語った。 

## 音楽監督・首席指揮者
- マリン・オールソップ：1993年-2005年
- ジェフリー・カハネ：2005年-2010年
- アンドルー・リットン：2010年-2016年
- ブレット・ミッチェル：2017年-2021年
- ピーター・ウンジャン：2022- (首席指揮者)